# Exist Trace
Az Exist Trace (イグズィストトレイス;  stlizálva exist†trace) japán visual kei heavy metal hangszeres lányegyüttes. A tagok Tokióból származnak, a zenekar pedig 2003-ban alakult meg Jyou, Mally és Naoto alapításával, akik később gitárosokat kerestek, így csatlakozott hozzájuk Miko és Omi.
A mai napig, a zenekar hét kislemezt, hat középlemezt, négy nagylemezt, két demófelvételt, valamint négy DVD-t és tizenegy válogatásalbumot adott ki. Megjelentek még tíz omnibusz albumban és kettő élőfelvételes DVD-n, más zenekarokkal együtt a Shizuoka-based Sequence Records jóvoltából.
A legmagasabb helyezésük a 84. hely volt az Oricon albumeladási listáján, a Virginnel.
Az Egyesült Államokbeli debütálásuk 2011-ben a Sakura-Conon volt Seattleben. 2011. június 15-én a Tokuma Japan Communications által megjelent a major debütáló lemezük, a True.

## Tagok
- Énekes – Jyou (ジョウ)
- Szólógitár – Omi (乙魅)
- Ritmusgitár, ének – Miko (ミコ)
- Basszusgitár – Naoto (猶人)
- Dobok – Mally (マリ)

## Zenei stílus és irányzat
Az Exist Trace korábbi zenéit legjobban a melodikus/dallamos death metal jellemzi. Az énekes Jyou több szám alatt hörgött és ordított, ami hozzájárult a zenekar sötét stílusához. Azóta több bonyolultabb elemet is felhasználtak a számaikhoz, a gitár hangzása gyakran tartalmaz erős torzítást és technikailag virtuóz zenei aláfestéseket és szólókat.
A dalszövegek főként gótikus témájúak és a zenei stílusuk hasonló a gót metálhoz. A mostani műveikben több fajta zenei stílussal kísérleteztek, mint a jazz által befolyásolt Ginger, a Diamond elektronikus rock hangzása és a 80-as évekbeli diszkót felidéző Spiral Daisakusen.
2013-ban, a zenekar bemutatta az ’új világi’ irányzatukat, ahol a dalszövegíró/zeneszerző Miko már hivatalosan is másodénekes szerepet tölt be Jyou mellett. A ’dupla vokalista’ stílus először 2013-ban jelent meg a Diamond kislemezen. A 2014-es Spiral Dausakusen-en a páros ismét kiemelkedő szerepet kapott.

## Nemzetközi hírnév
Első szárnypróbálgatásuk a Nyugat felé a 2007-ben megjelent Silent Hill betétdalával történt meg, a zenekar ezek után egyre nyitottabb lett a nemzetközi színtér felé. 2008-ban a zenekar részt vett egy európai turnén, amelynek keretein belül az Egyesült Királyságba is ellátogattak. A zenekar részt vett japán kulturális rendezvényeken is, mint a Tekkoshocon X 2012-ben és az AKON 2013-ban.

## Hivatalos rajongói oldal
2014-ben alakult meg a zenekar hivatalos nemzetközi rajongói oldala, az Archangel Diamond a japán rajongói oldal, a Vanguard mellé. A klub aktívan jelen van a közösségi oldalakon, mint a Facebook, Twitter és a Tumblr, ahol rajongói munkákat osztanak meg és kérdésekre válaszolnak. Hivatalosan 2014. május 19-én nyílt meg, ezért minden hónap 19. napján általában Exist Trace általi közleményeket osztanak meg a rajongókkal, amit „Igu napnak” neveztek el. (Az Igu egy japán szójáték zenekar nevének a rövidítésével.)
Az Archangel Diamond megpróbálja a nemzetközi rajongókat még jobban összekötni a zenekarral; exkluzív árucikkeket ajánlanak fel nekik, havi hírleveleket a bandatagok üzeneteivel, érdekes versenyeket és kapcsolattartást a zenekarral.

## Diszkográfia

### Albumok
- Recreation Eve (2008. november 19.)
- Twin Gate (2010. november 3.)
- Virgin (2012. május 23.)
- World Maker (2014. szeptember 24.)

### Középlemezek
- Annunciation -The Heretic Elegy- (2006. december 13.)
- Demented Show (2007. szeptember 9.)
- Vanguard -Of the Muses- (2009. április 22.)
- Ambivalent Symphony (2009. október 21.)
- True (2011. június 15.)
- The Last Daybreak (2011. október 19.)

### Kislemezek
- "Ambivalence" (2005. augusztus 28.)
- "Riot" (2006. július 17.)
- "Funeral Bouquet" (2007. január 10.)
- "Liquid" (2007. július 18.)
- "Knife" (2010. június 2.)
- "DIAMOND" (2013. július 3.)
- "Spiral Daisakusen" (2014. május 14.)

### Demófelvételek
- "Hai no Yuki" (灰ノ雪, 2004. február 22.)
- "Kokumu" (黒霧, 2004. július 1.)

### Válogatások
- Drive Up!! vol. 1 (2005. április 15.) Corrosion
- Summit 03 (2006. november 29.) Mabushii Hodo no Kurayami no Naka de (眩しい程の暗闇の中で)
- Deviant's Struggle (2007. június 20.) liquid
- Fool's Mate Select Omnibus Seduction#1 (2007. december 16.) Sacrifice Baby
- Summit 04 (2008. január 30.) Venom
- Summit 05 (2008. december 10.) Judea
- Shock Edge 2009 (2009. október 14.) Liquid
- Neo Voltage (2010. május 26.) Unforgive You
- Iron Angel (2011. január 15.) Liquid
- Final Summit 2000~2010 (2011. február 16.) Mabushii Hodo no Kurayami no Naka de (眩しい程の暗闇の中で)
- Mariannes (2011. július 20.) Liquid

### DVD-k
- Silent Hill 2061125 Pavilion which deer barks (2007. január 31.) SACRIFICE BABY
- 0704272930 (2007. szeptember 18.) Lilin/JUDEA
- Visual-kei DVD Magazine vol.4 V-Rock Special (2010. március 31.)
- Just Like a Virgin One Man Show (Shibuya O-WEST 2012. június 23.)